# Hanna Nowicka-Grochal
Hanna Nowicka-Grochal (ur. 1962 w Szczecinie) – polska artystka współczesna, malarka, pedagog ASP w Gdańsku i Akademii Sztuki w Szczecinie. Tworzy instalacje, zajmuje się również fotografią i malarstwem.

## Życiorys
Studiowała w gdańskiej PWSSP (ASP) w latach 1982–1987. Dyplom uzyskała w Pracowni Malarstwa prof. Kazimierza Ostrowskiego w 1987 r. Od 2005 r. doktor habilitowany. W latach 1988–2013 pracownik na Wydziale Malarstwa ASP w Gdańsku, gdzie była asystentem w Pracowni Malarstwa prof. Kiejstuta Bereźnickiego. Od 2013 r. kierownik Pracowni Obrazu IV na Wydziale Malarstwa i Nowych Mediów w Akademii Sztuki w Szczecinie. W 2020 r. uzyskała tytuł profesora sztuk pięknych. 
Wystawy indywidualne
- 1986 – malarstwo, galeria „LOT”, Gdańsk
- 1986 – malarstwo, galeria „AUE”, Berlin, Niemcy
- 1989 – malarstwo, galeria „Pod Wodnikiem”, BWA, Gdańsk
- 1990 – malarstwo, galeria „Brama”, Szczecin
- 1992 – obiekty, galeria „Wyspa”, Gdańsk
- 1995 – obiekty i fotografie, galeria „Fractale”, Poznań
- 1996 – obiekty, aula ASP, Gdańsk
- 1996 – obiekty – „Cielistość rzeczy”, Nadbałtyckie Centrum Kultury, Ratusz Staromiejski, Gdańsk
- 1998 – malarstwo, The Amber Gallery at American Center for Polish Culture, Waszyngton, USA
- 1998 – malarstwo, „The Visual Field”, Rhinebeck NY, USA
- 1998 – fotografie i obiekty, galeria „Koło”, Gdańsk
- 2001 – Galeria „Wyspa”, Gdańsk
- 2006 – Próżnia, Galeria Arsenał, Białystok
- 2007 – Ramblings into the dim Past, Galeria ON, Poznań
- 2009 – Próżnia i Tlen, MNG, Gdańska Galeria Fotografii
- 2011 – Perito Moreno, Instytut Sztuki Wyspa, Gdańsk
- 2012 – Kolumna Kurzu. Nowe Otwarcie, Muzeum Narodowe w Gdańsku, Pałac Opatów

Ważniejsze wystawy zbiorowe
- 1989 – „Krytycy o nas”, BWA, Sopot
- 1993 – wystawa malarstwa gdańskiej ASP, Lubeka, Niemcy
- 1994 – wystawa malarstwa, Marciac, Francja
- 1996 – „For Sale” – Strzelnica Św. Jerzego, Gdańsk
- 1996 – „Trzy kobiety”, Tuluza, Francja
- 1997 – wystawa malarstwa francuskiego i polskiego, Marciac, Francja
- 1998 – „Saces of Pleasure", Center For Curatorial Studies, Bard College Annadale on Hudson NY, USA
- 1998 – wystawa fotografii „Smak życia” – CSW Zamek Ujazdowski, Warszawa
- 1999 – wystawa pokonkursowa „Prace na papierze” – malarstwo, gwasz – Muzeum Plakatu w Wilanowie, Warszawa
- 1999 – Public Relations. Sztuka z Gdańska – Centrum Sztuki Współczesnej „Łaźnia”, Gdańsk
- 1999 – międzynarodowa wystawa – Projekt Interim – Künstlerhaus Schloss Plüschow
- 1999 – Międzynarodowe Biennale Sztuki Współczesnej Krajów Nadbałtyckich, N.E.W.S., Szczecin
- 2000 – N.E.W.S. – galeria Noas, Ryga, Łotwa
- 2000 – „ALL YOU NEED IS LOVE” – Centrum Sztuki Współczesnej „Łaźnia”, Gdańsk
- 2000 – Interim – Zeit – Ostdeutsche Galerie, Ratyzbona, Niemcy
- 2000 – Projekt N.E.W.S. – Gotland Art Museum, Visby, Szwecja
- 2001 – „Krzątanina” – BWA Galerie Współczesne, Wrocław
- 2009 – Kilkanaście Koanów na (Nie)istnienie, Galeria Kameralna, Słupsk
- 2010 – Not Just the Body, but…, ConcentART, Berlin
- 2012 – W poszukiwaniu uciekającego czasu, Muzeum Narodowe w Szczecinie
- 2013 – Dzień jest za krótki. Kilka opowieści autobiograficznych, Muzeum Współczesne, Wrocław

Nagrody
- 1988 – I nagroda za malarstwo – „Nadmorskie spotkania młodych”, BWA, Sopot
- 1989 – Nagroda Gdańskiego Towarzystwa Przyjaciół Sztuki za najlepszy debiut w dziedzinie malarstwa
- 1993 – Nagroda Rektora ASP w Gdańsku II stopnia za działalność artystyczną i dydaktyczną
- 1999 – Wyróżnienie w konkursie malarskim organizowanym przez Ośrodek Informacji ONZ i UNDP - Muzeum Plakatu w Wilanowie
- 2008 – Nagroda Rektora ASP w Gdańsku II stopnia za działalność artystyczną
- 2022 – Nagroda Prezydenta Miasta Gdańska w Dziedzinie Kultury z okazji jubileuszu 35-lecia działalności artystycznej[4]

Stypendia
- 1987 – Stypendium Ministra Kultury
- 1999 – Grant Fundacji Kultury („Ryba na siedem osób podzielona”)
- 1999 – Stypendium pobytowe Meklemburskiego Centrum Sztuki – Schloss Plüschow
- 2002 – Stypendium pobytowe w Civitella Ranieri Center, Włochy
- 2002 – Stypendium Ministra Kultury
- 2005 – Stypendium Ministra Kultury
- 2007 – Stypendium Marszałka Województwa Pomorskiego
- 2011 – Stypendium Ministra Kultury i Dziedzictwa Narodowego